# 漂向北方
《漂向北方》是由马来西亚歌手黃明志与华裔美籍歌手王力宏合作的一首歌曲，收录于黃明志2016年《亞洲通車》专辑。这首歌曲講述了一个外地人在北京的北漂经历，于YouTube、KKBOX等网站上均大受关注，亦出现有邓紫棋、文慧如等歌手的翻唱版本。

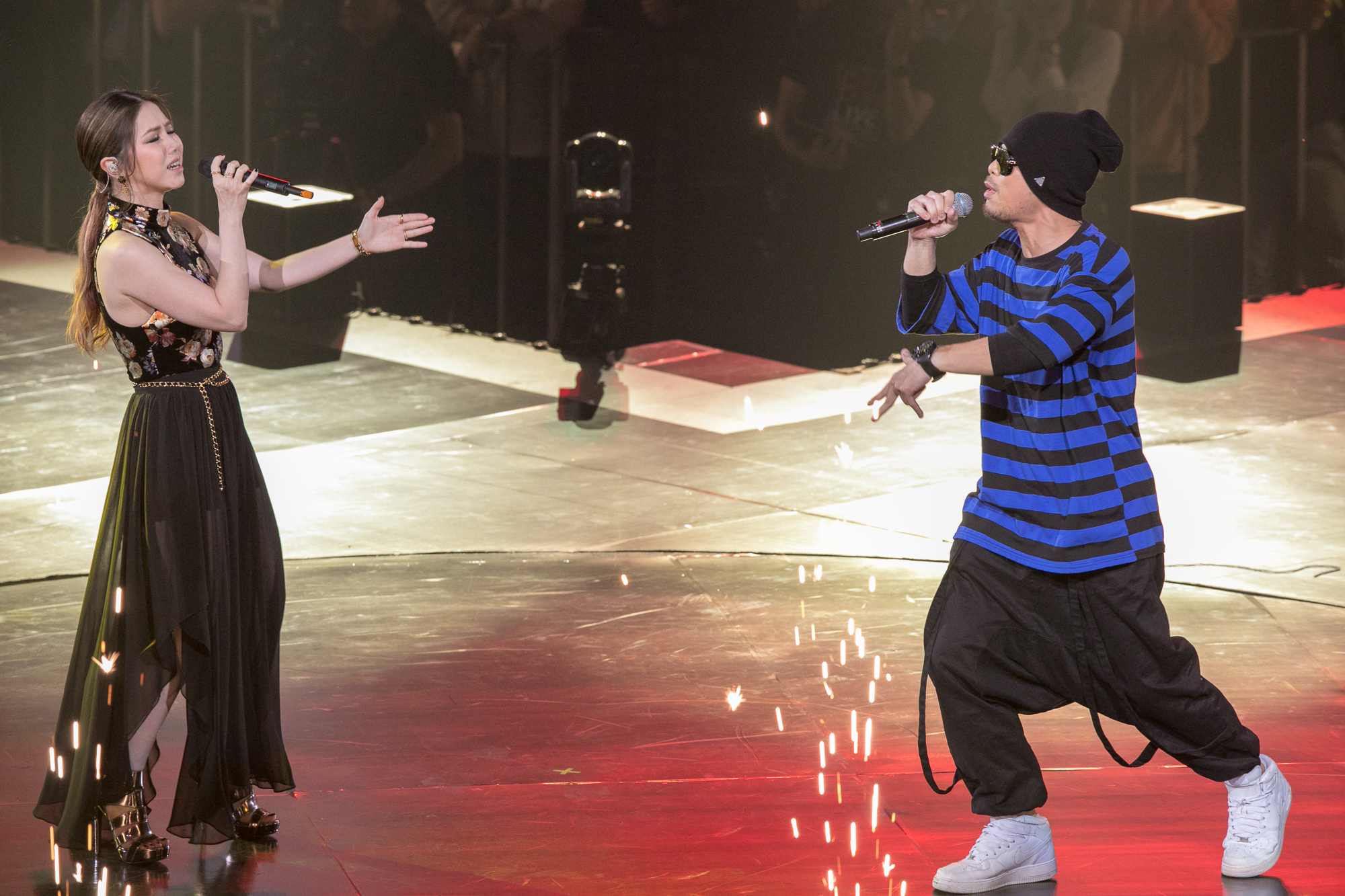
2018年第13屆KKBOX風雲榜，鄧紫棋與黃明志合唱《漂向北方》

2018年，在《中国新说唱》第10期上，那吾克热·玉素甫江与尤长靖翻唱了这首歌曲。2018年第13屆KKBOX風雲榜，鄧紫棋與黃明志合唱了这首歌曲。而在2019年王力宏台北大安森林公园Free Show“福利秀”演唱会上，王力宏也与黄明志演唱了该歌曲的现场版。
2021年，由于歌曲原唱黄明志因歌曲《玻璃心》被中国大陆封杀，该歌曲所有由黄明志参与演唱的版本及MV在中国大陆被下架，但王力宏与其他歌手合唱的版本及文慧如等歌手的翻唱版并不在下架范围。

## 参見
- 窮到發慌
- 觀看次數最多的YouTube中文音樂影片列表